# 勇者のくせになまいきだ。
『勇者のくせになまいきだ。』（ゆうしゃのくせになまいきだ、What Did I Do to Deserve This, My Lord?）は、SCEから2007年12月6日に発売されたPlayStation Portable（PSP）専用ソフトウェアである。公式な略名は無いが、開発者は「ゆうなま」という略名を使用している。以降シリーズ化がなされており、2010年6月現在PSPタイトルとして計3作が、携帯電話用アプリとして計4作が発売/配信されている。

## 概要
ダンジョンを造り、食物連鎖によって強力な魔物を育てることで、次々とダンジョンに侵入してくる勇者たちを倒し世界征服を果たすことが目的のゲーム。キャラクターデザインからダンジョンまで全て、ドット絵を意識したデザインになっている。
勇者がダンジョンをクリアし、魔王を連れ去ってしまうと（この場合、世界に平和が訪れるという意味で）ゲームオーバーになる。一度ゲームオーバーになってしまうと、ダンジョンの構築・魔物の育成を一からやり直さなければならない。いわゆる『不思議のダンジョン』シリーズを代表とした「プレイヤー自身の技術を磨く」ことが重要となるゲームである。
プロデューサーはSCE・山本正美（代表作：『天誅』、『デカボイス』）、ディレクターはアクワイア・中西晃史（代表作：『侍』、『忍道戒』）、キャラクターデザインは「ゲームやろうぜ!2006」の合格者・小林陽明。2007年11月15日に『勇者のくせになまいきだ。初体験版。』が配布された。
過去のゲームのオマージュ要素が多く、マニアックなサブカルチャーのパロディなどが詰め込まれている他、果てはネットスラングまでちりばめられている。
また、ゲームのタイトルも『ドラえもん』に登場するジャイアン、スネ夫の台詞「のび太のくせになまいきだ」に由来する。
ダンジョン・マネージメントという斬新なゲーム性が評価され週刊ファミ通のクロスレビューでプラチナ殿堂入りを果たした。
アメリカでは『Holy Invasion of Privacy, Badman!』の名称で2009年7月16日にNIS Americaから発売された。

## ゲームモード
ストーリー
全8ステージの攻略を目指す、このゲームのメインとなるモード。ダンジョンの構成がそのまま次ステージへ引き継がれるため、後々のことを考えながら進めていく必要がある。また、ステージ間で魔物の強化が行える。
また、クリア後に出るあるコマンドを入力すると難易度がさらに上がった「勇者のくせに超なまいきだ。」がプレイ可能。しかしクリアしていなくてもコマンドの効果がかかる。
トレーニング
チュートリアル的な要素を多く含んだ、1ステージ完結型のモード。
襲い来る勇者の撃退や、勇者打倒の為の練習、魔界での事情を解決するなど、様々なサブストーリーが展開される。
基本的な操作方法と魔物の生態系を学ぶための「トレーニング」と応用的な「チャレンジ」とに分けられる。
VS
勇者たちをエディットしたり、他のユーザーが作成した勇者たちに挑んだりするモード。データの交換はメモリースティック Duoを介して行う。
ストーリー・トレーニング・ずかんのモードを進めていくことで、エディットできる要素が増えていく。
ずかん
今まで他のモードで発生させた魔物やダンジョンに挑んできた勇者のさまざまなデータを閲覧できるモード。
ただし、トレーニングモードで登場する勇者の情報は載らない。

## 登場キャラクター
破壊神
いわゆるプレイヤーのこと。次々と挑んでくる勇者に対抗し世界征服を果たすべく、魔王に呼び寄せられた。
姿を確認することができず破壊神が持つ「ツルハシ」のみ、ゲーム画面で確認することができる。
魔王
声 - 関智一（『V!勇者のくせになまいきだR』より）
魔王。勇者とは永遠に相容れない存在。いわゆる王将的存在で、魔王が勇者に連れ去られてしまうとゲームオーバー。
破壊神を召喚した事で魔力を使い果たしており、戦闘に巻き込まれてもやられたりはしないのだが、戦うことができない。破壊神に助言をするのが主な役目である。
裏ストーリーによると、妹がいる（以降の作品では妹は登場する）。チャレンジによると、娘もいる。父親もいるらしいが、どこまでが冗談でどこまでが本当なのかは不明。ニジリゴケの前のめりなひたむきさに「明日も頑張ろう」と癒されているらしい。

### 魔物たち
魔物は基本的にダンジョン内に存在する養分、あるいは魔分を含んだ土を掘ることで生み出すことができる。生み出された魔物はそれぞれが行動パターンを持っており、繁殖・捕食・死滅を繰り返してダンジョン内で生活を始めていく。破壊神（プレイヤー）はそれぞれの特徴を理解しながら魔物の数を増やしていき、勇者に対抗する必要がある。

#### 養分から生み出される魔物
養分はあらかじめダンジョン内のあらゆる土壌内に散乱している。この養分は常に一定の量しか存在していない（いわゆる「養分保存の法則」）ため、いかに養分を集められるかが勝負のカギとなっている（ただし、魔物が死んだときに周りに土がないとその魔物の持っていた養分・魔分は消滅する）。
養分を含む魔物が死んでしまうかダンジョンに進入する外敵（勇者）を退治したとき、その周囲に養分が散らばる。つまり、新たに養分を増やすためには勇者を倒せばよいのである。
ニジリゴケ類
微量の養分を含む土から生み出される、魔物の中でも最下層の魔物。土の養分を吸収し、他の土に吐き出すことを繰り返しながらダンジョン内を徘徊する。
壁にぶつからなければ進行方向を変えないため、ダンジョンをうまく掘って養分を1か所に集積できるようにすれば上位の魔物を生み出すのに非常に役立つ。
また、非常に弱い代わりに非常に作りやすく、場合によっては下手に強い単体を作るよりも強力で、一箇所に大量のニジリゴケを集めることで勇者を即死させる最強軍団と化すこともある。
ニジリゴケ
いわゆる「スライム」によく似た形状をしているが、植物の一種。隣接する土から養分を吸収し、吐き出すを繰り返す。壁にぶつかるまで曲がれない。
ツボミ
生命力が少なくなったニジリゴケが変態した姿。広範囲から養分を吸収することができる。
ただし、うまく養分を集められなければそのまま枯れてしまう。
ニジリバナ
養分を十分蓄えたツボミが成長したもの。ツボミよりも広範囲の土から養分を吸収する。やがて枯れてしまうが、それまでに蓄えた養分に応じて新たなニジリゴケを数匹生み出す。
「なにかもよもよしたもの」を吐き出し、外敵の動きを鈍らせつつ攻撃することができる。

ガジガジムシ類
それなりに養分を含む土から生み出される、ニジリゴケより1段階上級の魔物。食物連鎖でニジリゴケを捕食し、成長・繁殖していく。
特徴的な動きをするでもなく、ダンジョン内を気ままに動き回りながら生活している。
ガジガジムシ
「アリ」のような姿をした幼虫。ニジリゴケを捕食するのだが、ニジリバナを捕食することはできない。
サナギ
ガジガジムシが変態した姿。ガジガジムシが一定の養分を蓄えたとき、狭い通路内で変態する。
ガジフライになるまで動くことも攻撃することもできない。
ガジフライ
ガジガジムシの成虫。幼虫のころよりも攻撃力などが上がっている。
養分を蓄えることで、新たにガジガジムシを生み出すことができる。

トカゲおとこ類
たっぷりと養分を含む土から生み出される、ガジガジムシより1段階上級の魔物。食物連鎖でガジガジムシを捕食し、成長・繁殖していく。
ダンジョン内の広めの部屋で巣を作り、生活している。
トカゲおとこ
攻撃力が高く、勇者の天敵となる存在。ガジガジムシを主食としているのだが、必要以上に食べたりはしない。
足は遅いのだが、ひとたび獲物（勇者）を見つけると素早く近づき襲い掛かる。
おとこの卵
養分を蓄えたトカゲおとこが、巣に産み落とす卵。一定時間で孵化し、新たなトカゲおとこが生まれる。
他のトカゲおとこが作った巣でも卵を産む。孵化する前に勇者に割られないよう注意したい。

#### 魔分から生み出される魔物
魔分は養分と異なり、ダンジョン内には存在しない成分である。ダンジョンに進入する外敵（勇者）が「魔法」や「技」を使うか外敵を倒すと、ダンジョン内に新たな魔分が生成される。
養分と同じく魔分を含む魔物が死んでしまうと、周囲の土に再び散らばる。なお、魔分よりも養分が優先されるため養分と魔分を両方含んでいる場合、魔分が多くない限り見かけの上では、土壌内の魔分量を確認できない。
エレメント類
微量の魔分を含む土から生み出される、魔分系では最下層の魔物。ニジリゴケと非常に似た行動パターンを持つ。
エレメント
火の玉のような姿をした、いわゆる「魔分版のニジリゴケ」。一定の生命力を蓄えたとき、新たに魔分を生成しつつ増殖する。

リリス類
そこそこの魔分を含む土から生み出される、エレメントより1段階上級の魔物。食物連鎖でガジガジムシを捕食・エレメントを吸収し、繁殖していく。
リリス
ダンジョン内の紅一点的存在。遠距離からの魔法攻撃が得意なのだが耐久力に乏しいため、隣接されると弱い。細く長い通路でその威力は発揮される。
繁殖はしやすいのだが飢えに弱いため、放っておくとすぐに餓死してしまう。
フェロモン
リリスがガジガジムシを捕食したりして養分等が一定になると発する分泌物。ねばねばするらしく、勇者がかかるとしばらく動けなくなってしまう。

ドラゴン類
たっぷりと魔分を含む土から生み出される、リリスより1段階上級の魔物。魔物の中でも最高位の攻撃力を誇るが横移動しかできないため、うまく活かすのに腕が必要である。
目の前に存在するものは何でも捕食してしまう、食物連鎖の頂点に君臨する存在である。
ドラゴン
いわゆる「地竜」。生命力が少なくなってきたとき卵を残して死んでしまう、一子相伝型の繁殖を行う。
ドラゴンが放つブレスは横方向に長く伸びる上、攻撃力も高い。しかし、勇者はともかくとして魔物まで焼き尽くしてしまうのがやっかいである。勇者が通るか目の前に多くの魔物が存在するとき、プッツンきてブレスを吐き出すようである。
ドラゴンの卵
ドラゴンの生命力が少なくなってきたとき、生み出される卵。孵化までにはやや時間がかかる。
ふん
ドラゴンがたまに落とす、いわゆる排泄物。上を通った勇者が心理的なショックによりしばらく動けなくなってしまう。

#### 特殊な条件で生み出される魔物
スケルトン類
土から生まれるタイプの魔物とは異なり、勇者の亡骸から生み出される生命体。魔力を帯びた剣で攻撃するため、魔法に弱い勇者に効果的。勇者のしかばねをつるはしでつつくことによって命が吹き込まれ動き出す。生命力が無くなった場合はしかばねに戻るが、勇者の攻撃かつるはしによって止めを刺された場合はしかばねに戻らず、消滅する。
スケルトン
ダンジョンで倒された勇者のしかばねが、命を吹き込まれた存在。今まで蓄えられていた魔分に比例して、強くなるのが特徴。
何も食べないため、生命力が尽きると再びしかばねに戻ってしまう。
まおうのしもべ
魔分が一定値を越えて地獄の業火を宿し、赤色に染まったしかばねをつつくことによって誕生する。スケルトン同様、魔分に比例して強くなり、つつかれた後は何も食べないが、基本能力値はスケルトンより高い。
しかばね
ダンジョン内で倒された勇者の亡骸。破壊神がつるはしでつつくことで、命を吹き込むことができる。近くにいるエレメントを吸収し、魔分を蓄えていく。魔分がある程度たまると赤くなり、つつくと「魔王のしもべ」になる。魔分がたまればたまるほど強くなる。

デーもん類
養分あるいは魔分をたっぷり含んだ土を周囲8マス全てを掘った状態で生み出すことができる魔物。存在するだけで、特殊な効果の恩恵を受けることができる。
デーもん
魔法陣をつるはしでノックすることで召喚することができる。生命力は強いが、攻撃力や耐久力は高くない。基本的にスケルトン・エレメントを捕食して生活しているのだが、空腹になるとガジガジムシやリリスでさえも捕食してしまう。逆に満腹になると眠りだし、また空腹になるまでは捕食・攻撃を行わなくなる。
デーもんは存在するだけで、ダンジョン内全ての魔物の防御力を上げることができる特殊能力を備えている。特殊能力は眠っていても働く。
魔法陣
養分あるいは魔分をたっぷり含んだ土を周囲8マス全てを掘った上で掘ると発生させられる。近くのエレメントを吸収することで、魔分を蓄えることができる。
魔法陣は勇者に踏まれると魔分量が減少するのだが、引き換えに勇者のMP（マジックパワー）を大きく奪うことができる。
ゴールドガジガジ、サナギ（ゴールド）、ガジセイント
宝箱をつつくと出てくる魔物。ムシ類の中では耐久性にすぐれるが成長が遅い。繁殖力を持たない。
ドフゴン
養分、魔分をあまり持たないドラゴンの卵から生まれる。外見はドラゴンの一種に見えるが魔物分類学上はドラゴンではない（or2ではドラゴンのピュア種であった事が判明している）。ドラゴン類よりも早く移動することができるが、力は劣る。
さまようほね
宝箱をつつくと出てくる水色のしかばね、宝箱に入って遊んでいるうちに出られなくなって死んでしまった勇者の怨霊といわれる。何も食べず、生命力がなくなるとしかばねになり、エレメントを吸収するようになる。

### 忌々しい勇者たち
勇者の目的は、ダンジョンを攻略しどこかに潜む魔王を（退治するわけでもなく）簀巻きにして捕まえた上で地上に引きずり出し、世界に平和を取り戻すことである。
魔王曰く「国産RPGだから気をよくしている（海外のゲームは、国産ゲームに比べて難度の設定水準が高めな傾向にある）」ようで、アイテムや魔法を巧みに使いながら、魔王軍を脅かしていく。
勇者たち
- 表
  - しょうた（ステージ1・3・7）
  - アントン（ステージ2）
  - ハシーム（ステージ3・7）
  - チャペス、ヤーコフ（ステージ4）
  - ロベルト、シャルロ（ステージ5）
  - げんぞう、さなえ（ステージ6）
  - ナタリア（ステージ5・7）
  - ユーテー（ステージ8）

- 裏
  - ステージ1 - さる、かめ、ぺんぎん
  - ステージ2 - ブッチャ
  - ステージ3 - ギルギル、カイカイ
  - ステージ4 - ショータ、ショウヤ、ショうタ
  - ステージ5 - のぶてる、りきまろ、せんせい
  - ステージ6 - ぶれます、とーれん
  - ステージ7 - ウツロ、ブリタニ、エトリア
  - ステージ8 - ああああ

勇者の行動パターン
魔物との戦闘
目の前に魔物が現れると戦いを始める。数が多いときは攻撃魔法を唱え、体力が無くなれば回復魔法を唱える（ただし、呪文を覚えている場合に限り）。また同じマス内にいる魔物は同時に攻撃するため、できるなら多方向からの攻撃を狙いたい。
道具の使用
ダンジョン内にたいまつを設置し、休憩場所としても運用する。勇者はたいまつの近くにいる限り体力を回復していくため、極力離れたほうが戦いやすい。
探索ルート
- ダンジョンに進入してから後に掘られた通路には、基本的に侵入しない。
- 探索方法はそれぞれの勇者に設定されている性格が影響しており、それぞれが異なる。
- 多人数でのパーティを組んで挑む勇者たちは、通路が分かれていると別行動をすることがある。

ダンジョン内の養分・魔分の増加
養分量を均一に保つダンジョン内に勇者が侵入することで、勇者の持つ養分・魔分がダンジョン内に増えることになる。特に魔分は勇者が侵入することでしか得られないため、運用が難しい。
勇者が魔法を使う
魔法を使用したとき、近くの土壌に魔分が蓄積される。
勇者が倒される
倒されたとき、勇者が持っている養分・魔分が近くの土壌に蓄積される。
エレメント系の魔物が分裂（繁殖）する。
分裂する際に、新たな魔分を生み出す。
魔分を持ったトカゲおとこ系の魔物が卵を産む
持っている魔分と同じ量の養分を持った卵を産むが、持っている魔分は減らない。

勇者の職業
勇者にはそれぞれ職業が設定されている。どんなタイプの職業かは見た目からも判断できるが、一度戦ったことがあればずかんからも確認できる。
剣士系
外見は剣と盾を持ち鎧を身につけたもの。バランスの取れた能力を持つ。
戦士系
外見は斧などの重装備を身につけたもの。物理攻撃が得意だが、魔法攻撃は苦手。
魔道士系
外見は杖やローブを身につけたもの。魔法攻撃を主とするため、物理系の能力は低い。

## 音楽
楽曲はノイジークロークが手がけており、ピアニカやリコーダーといった小学校を連想させる楽器構成は山本の提案をもとにしている。当初はヘタウマ感を出すために現実の小学生を起用する案もあったが、諸事情により最終的にはノイジークロークの面々が演奏することとなった。

## 勇者のくせになまいきだor2
2008年10月16日発売。
PlayStation Storeで無料で「ロハ体験版」が配信されており、エリア1（勇者の種類は異なる）と、いくつかのトレーニングをプレイすることが出来る。
突然変異や魔法陣もできるが、ある程度制限されている。ちなみにロハというのは、只（ただ）、つまり無料という意味である。

### 新要素
ダンジョンクエイク
破壊神に備わった新たな力。堀パワーを20消費し、ダンジョンに地震を起こすことができる。突然変異や、たまに勇者の動きを止めることができる。魔物に変装した勇者の変装を解く可能性もある。
セーブフラッグ
勇者がダンジョン内に設置していくもの。設置されていると勇者を倒してもそこから全回復した状態で復活する。破壊神がつつく又は、ダンションクエイクをすると「DELETE」となり、消える。
ベイトトラップ
ハンタータイプの勇者が設置する。魔物が食べると即死するが、まれに体力が回復することがある。破壊神がつつくか、ダンジョンクエイクをすると消える。肉とちくわがある。
魔王のへや
勇者に邪魔されることなく、魔物の生態系を観察することができるモード。ストーリーを進めていくと魔物を足したり、ダンジョン情報をみられたりする。
勇者ラッシュ
特定のステージでは、勇者を全滅させても次の勇者達が休みなしに出現する。
一言コメント
ニコニコ動画のコメント字幕のように、勇者たちのセリフが字幕風に画面を流れる。設定でOFFにすることも可能。
天の声
魔物の突然変異や勇者、魔王の状況を教えてくれる。同時にお知らせ小窓が左下に出て状況を伝える。

### 新たな魔物
ゴーレム類
緑色の土で作った魔法陣から生み出される魔物。トカゲおとこ類を捕食する。攻撃力と生命力が高め。つつくと魔物の攻撃力を上昇させる雄たけびを上げるが、その間は無防備となる（ただし実際にはバグにより、雄たけびを使うと逆に攻撃力が激減してしまう）。
レディ類
青色の土で作った魔法陣から生み出される魔物。リリス類を捕食する。存在するだけで勇者のモチベーションを下げる能力を持つ。一応遠距離攻撃ができるが、弾足は遅く、勇者が近くに来ると隠れてしまう。

### 突然変異
特定の状況になると、その変化に対応するため、状況に応じた種に変化する（魔法陣の魔物を除く）。
基本種
基本の種。勇者に倒されたり、破壊神のツルハシによる間引きによってこの種へと変化する。
異常種
天敵に捕食され、絶滅寸前になると、異常種へと変化を遂げる。基本種と比べると攻撃力や生命力は低くなっているが、毒や眠りといった特殊攻撃ができるようになり、繁殖能力も高い。
巨大種
捕食対象が存在せず、餓死で絶滅しそうになるとこの種に変化する。同種を吸収するため繁殖力は低いが、生命力や攻撃力が高い。
ピュア種
魔物が変化に対応しきれなくなった時(異常種が捕食で絶滅寸前など、現在の種と同じ条件の時)に、お知らせとして発生する種。能力は低く、繁殖、捕食もしない。
レア種
特殊な条件を満たすと変化する。条件は魔物によって違う。

### 新たなる職
ハンター
爆弾などのトラップを設置する。体力が残り少なくなると、身を守るために最後に倒した魔物に変装する事もある。
錬金術師
周囲の魔分や養分を使い、「キレイな（ステキな）魔法陣系魔物」を召喚する。つるはしで間引くことはできない。

### 新キャラクター
ムスメ
声 - 小清水亜美（『V!勇者のくせになまいきだR』より）
魔王の実の娘。前作でも一部の場面で存在のみが語られていた。ダウンロードストーリーの「魔王のいない日」で、お留守番として魔王の代わりとして登場する。
性格はかなり自己中心的で、独特な喋り方をする。破壊神の事を「ツルハシ」と呼ぶ。その性格とは裏腹に実力もあり、とあるステージで対決する際には伝説の勇者にも匹敵する戦闘能力を見せ付けている。
口が悪く留守番の時のように乱暴な発言をするが、製作者からは、根は優しい子と思われている。
しょうた
ダウンロードストーリーに登場。元々は前作に登場する勇者の一人で、本作では彼をメインとしたストーリーが用意されている。
魔王を捕まえ、伝説の勇者になるべくダンジョンに挑む。15歳。母親がいる。

### ストーリーモード
前作で破壊神と共に世界征服を達成した魔王だったが、そこは人間界のほんの一部に過ぎなかった。
魔王は全ての大陸を征服し、この世界に魔王城を出現させるべく、再び破壊神を召喚する。
5大陸
今作の舞台となる人間界は5つの大陸（エリア）で構成されており、エリア毎にステージ数、勇者の数、魔物の初期状態が異なっている。エリアのステージを全てクリアするとそのエリアを征服する事ができる。
エリア1 バン・ゲリグ
人間界の中では最も小さなエリア。3ステージ構成で、勇者の数は4体。
ちなみに、前作で征服した場所は、この島の一部であった事が判明している(占領した城は魔物の住処である樹に替えられている)。
エリア2 デゼール
砂漠のエリア。3ステージ構成で、勇者の数は6体。
エリア3 ヤッカガラ
雪が降り積もったエリア。このエリアから新職業であるハンターが登場する。5ステージ構成で、勇者の数は9体。
エリア4 アシュプール
険しい山に囲まれたエリア。このエリアから新たに錬金術師が登場する。5ステージ構成で、勇者の数は8体。
エリア5 インダスティア
ビルや工場が建ち並ぶ、他のエリアの中でも近代化が進んでいるエリア。8ステージ構成で、勇者の数は15体。いままでのエリアの中でも難易度は格段に高く、その難しさは前作の表ストーリーに近い。

魔王城
全ての大陸を制圧した事で、魔王城は完全に浮上しその姿を現すが、直後の勇者達の襲撃によって魔王城は瞬く間に占領されてしまう。
城を取り返すべく、占領された魔王城を攻略することになる。前作の裏ストーリーにあたる。
エリア6 キャッスルゲート
魔王城の門。2ステージ構成で、勇者の数は7体。このエリアで勇者ラッシュが初登場。魔物の強化を行いにくく、突然変異を上手く使いこなせていなければ突破は困難。
エリア7 キャッスルガーデン
魔王城の庭。6ステージ構成で、勇者の数は13体。総合的な難度は前作の裏ステージを超える。
エリア8 魔王キャッスル
かつての魔王城であり、勇者達の最終拠点。8ステージ構成で、勇者の数は17体（作中では18体と表記してある）。ラストにふさわしくその難度はかなりのもの。

ダウンロードストーリー
PlayStation Storeで追加ストーリーが購入できる。3つ配信されており、1つ購入するのに300円分のポイントが必要。
魔王のいない日
魔王が不在で、魔王のムスメと共に留守番をすることになる。5ステージ構成で、勇者の数は9体。
ステージ4を除き、特殊な条件が設定されていて、時間内に条件を達成できなかった場合もゲームオーバーになってしまう。
NO MORE CHRISTMAS!
地上はクリスマスでお祭り騒ぎに。魔王はその腹癒せに勇者達をダンジョンに誘い込み、袋叩きにしようとする。
3ステージ構成で、勇者の数は16体。このステージ2では強敵の揃った勇者ラッシュが発生する。
わたしは「しょうた」
前作の勇者、しょうたをメインに語られるストーリー。前作のネタが多く盛り込まれ、語られていなかった部分もある程度明らかにされている。
7ステージ構成で、勇者の数は13体。序盤は制限時間が設定されており、時間内に勇者を倒さないとゲームオーバーになる。

### その他のモード
トレーニング
前作同様、チュートリアル的な要素を多く含んだ、1ステージ完結型のモード。前作同様、チャレンジステージもここに収録されている。
魔王のへや
養分や魔分の量、出現する魔物を設定してダンジョンの作成を自由に行えるモード。
ずかん
前作に登場した魔物に加え、今作の新しい魔物や勇者のデータが追加されている（ただしサナギ、たまごのデータは基本種のデータに合併されている）。
かこのきおく
前作のクリアデータがあれば、チャレンジに「おまけ」が追加される。
表のクリアデータがあれば前作の表で出てくる勇者全員の勇者ラッシュ、裏のクリアデータもあれば前作の裏で出てくる勇者全員の勇者ラッシュが解禁される。

## 勇者のくせになまいきだ:3D
2010年3月11日に発売された。
タイトルの「:3D」はスリーダンジョンの略で、通常の「メインダンジョン」に加えて新しく「まいにちダンジョン」と「ファミリーダンジョン」が追加されている。

### 新要素
魔水
水棲魔物
今作では新しく魔水というものが追加され、その水と隣り合った養分や魔分からは特別な水棲魔物が発生する。
水棲魔物は土を掘らなくとも養分等から自動に生成される。
知能進化
魔水中の養分や魔分から「レンゲ」を作り出す事で、魔物の知能が強化され、新たな行動を起こすようになる。
その効果は戦闘面を強化する物や、繁殖に関わるものなど魔物によって様々。知能は4段階まで上げる事ができる。
ツルハシスキル
今作では「ダンジョンクエイク」の他にも、魔水を発生させたり、勇者の進路を予測できるスキル等が新たに追加されている。
使用できるスキルはツルハシの種類によって異なり、特定の勇者が持っている「ドラゴンオーブ」を集めていくことで、ツルハシの種類が増えていく。
エクストラステージ
ストーリーモードでは、軍パワーが一定以上あったり、特定の魔物がいたりすると通常のステージに代わってEXステージへ突入する。
EXステージの勇者は、特定の魔物の撃破や、ダンジョンの偵察などの目的を持っており、それらを達成すると自分の方からダンジョンを去って行く。
それらの勇者を倒した場合、通常のステージよりも掘りパワーを多めに貰う事ができる。
ストレス
前作の突然変異の条件は、魔物の割合が一定以下になる事だったが、今作では魔物が死ぬ事でストレスが溜まっていき、ストレスが一定まで溜まると変異を起こすようになった。
ピュア種も変異の際では無く、ストレスが一定以上になると発生するようになった。
魔の30秒
ストーリーモードの一部のステージや、ファミリーダンジョンでは魔王とムスメの両方を設置する事ができ、片方が捕えられても30秒以内に勇者を全滅させればゲームオーバーを回避する事ができる。
両方が連れ去られてしまった場合はその場でゲームオーバーになる。
リプレイ、スクリーンショット
今作ではステージの終了後にその記録を映像として保存する事が可能になった。
また、SELECTボタンを押すとゲーム中の画面を保存する事ができる。
難易度
ストーリーモードでは難易度の要素が追加され、「ゆったり」「ふつう」「まがまがしい」の3段階に設定できるようになった。
難易度によって勇者の出現時間や貰える掘パワーの量が変化する。
まいにちダンジョン
ファミリーダンジョン
本作の新モード。詳しくは後述。

### 新たな魔物
今作では新種類の魔物によって種類が大幅に増えている。
なお、既存の魔物にもLV5の種類が追加されている。
ロータスのつぼみ
養分や魔分を含んだ土が魔水と隣り合うと、そこから「もにゅもにゅ」が発生し、養分等が一定以上になると水中へ飛び込みつぼみへと変化する。
つぼみを突くと中から水棲魔物が発生し、発生する魔物の種類は大きさや養分か魔分かなどによって異なり、最大まで大きくなった状態で突くとレンゲになる。
ミズグモ類
養分の溜まった小さいつぼみから発生する。蜘蛛とアメンボの特徴を持ち合わせたような魔物。水中に漂う養分を食べる。
勇者に対しては噛みついて攻撃し、遠くにいる場合は動きを鈍らせるネバネバ弾を発射する。
アーケロン類
ハンマーを持った亀のような魔物。養分の溜まった大きなつぼみから発生する。ミズグモ類を餌にしている。
遠くにいる勇者にハンマーを投げつけて攻撃し、近づかれた場合は甲羅にこもって勇者の足止めをする。
ギズモ類
魔分の溜まった小さなつぼみから発生。煙に顔が付いたような魔物。水中の魔分を食べる度に体が長くなっていく。
勇者に対する攻撃手段は持たないが、触れた勇者に取り憑き、攻撃が当たる確率を下げて魔物の手助けをする。
ローレライ類
魔分の溜まった大きなつぼみから発生。少女の姿をした魔物。ギズモ類を餌にする。
勇者には近接して攻撃を仕掛けるが、攻撃自体は魔法攻撃となっている。また、魔分が一定以上になると勇者を痺れさせる電撃を放つ。
スケルトン類
今作ではスケルトン類が勇者を倒すと「スケルトンキング」等にパワーアップするようになった。また、パワーアップしたスケルトン類は魔水に浸かると自動で体力を回復するようになる。
マンドラゴラ類
勇者のしかばねから発生する魔物。養分や魔分が一定以上溜まると実を作り、その実を食べた魔物は繁殖力が上がる。
ミミック
今作ではたからばこを突くとミミックが誕生する。勇者が近づくと宝箱に擬態し、開いた瞬間爆発して勇者にダメージを与える。
あらゆる魔物を捕食して養分等を溜めていき、溜まった養分等によって勇者に与えるダメージが変化する。
マッコウクジラ
土を掘っていると出現する化石に魔水をかけると発生する。しおふきで水棲魔物の体力を回復してくれる。餌はアーケロン類。
ヒトガタ
かなりの量の養分あるいは魔分を含んだロータスのつぼみを突くと発生する水棲魔物。
水棲の魔物ならなんでも食べる。繁殖はしない。勇者を引き寄せる「ヲドリ」という能力を持っている。
ジン
とある条件下で、かなりの量の養分あるいは魔分を含んだロータスのつぼみを突くと発生する魔物。
あらゆる魔物を捕食し、高い繁殖能力でどんどん数を増やしていく。さらに魔分が溜まっていると勇者に対して魔法攻撃を行う事ができる。

### 新たなる職
鉄人
前作ではダウンロードストーリー2にのみ登場した特殊な職業だったが、今作では正式な1種の職業として登場するようになった。
使用スキルは大体剣士と同じだか、魔物ハンターも使用する「魔封箱」等を設置してくる。
僧侶
回復魔法と攻撃魔法の両方を扱う職業。専用スキルは目の前の魔物を他の勇者の前に移動させる「テレポート」。数マス分先の魔物も攻撃できる槍が武器。
格闘家
素手で魔物を攻撃する。追いつめられると一定時間の間あらゆる能力が倍になるスキル「覚醒」を発動して暴れまわる。
シャーマン
オーブを用いて周囲の魔物を攻撃する。専用スキルの「予言」は6つのプネウマを発生させ、一定時間後にその内の1つから魔法や聖水を発生させるというもの。
プネウマはツルハシで突いて消滅させる事ができる。

### ツルハシスキル
ザ・ツルハシ(スキル：ダンジョンクエイク 消費掘パワー：20)
前作、前々作で使われていたツルハシ。特技のダンジョンクエイクは前作同様、勇者の設置物をまとめて処分したり、勇者を麻痺させたりする事ができるが、魔物の突然変異は止められなくなっている。
最初から使用する事が可能。
ミズノ・ツルハシ(スキル：ハイドロライド 消費掘パワー：25)
ハイドロライドは発動した位置から魔水を発生させる事ができる。ダンジョン内に魔水が一定量以上あると使用できない。
ドラゴンオーブを4個以上集めると使用可能になる。
DPS-MODEL(スキル：ナヴィタイマー 消費掘パワー：15)
勇者がいる際に使用すると、しばらくの間勇者の移動進路が表示されるようになる。
ドラゴンオーブを8個以上集めると使用可能になる。
トゥルハシ(スキル：トゥルースリープ 消費掘パワー：20)
トゥルースリープを発動させると、ネムリ球が出現し、ネムリ球を割ると一定範囲内の勇者や魔物を一定確率で眠らせる事ができる。
ドラゴンオーブを13個以上集めると使用可能になる。
デス・ツルハシ(スキル：メシデス 消費掘パワー：15)
魔法陣を出現し、その魔法陣を開けると空気中の養分や魔分の量に応じた数のメシデスを召喚できる。
メシデスはあらゆる魔物が捕食するため、餌が不足気味の魔物への体力回復として使う事ができる。
ドラゴンオーブを19個以上集めると使用可能になる。
ワンダーツルハシ(スキル：ワンダフルフェスタ 消費掘パワー：25)
スキル発動させた場所に一定時間のあいだ旗が出現し、周りの魔物がその旗の場所に集まるようになる。
ドラゴンオーブを26個以上集めると使用可能になる。
フォレ・ルカナ(スキル：ディグディグ 消費掘パワー：30)
前もって掘パワー30消費する代わりに、4秒間の間土を掘る度に掘パワーが増加するようになる。
上手く扱う事で本来より少なめの掘りパワーで深いダンジョンを掘ることが可能。
ドラゴンオーブを33個以上集めると使用可能になる。
フォレ・マスター(スキル：ぶきみなあな 消費掘パワー：35)
魔物をワープさせる穴を出現させ、穴が2つ以上場合に、穴に入った魔物を他の穴がある場所にワープさせる事ができる。
勇者が穴に嵌まった場合はしばらく身動きを取れなくさせる。
ドラゴンオーブを全て集めると使用可能になる。
ツルハシ・ワミター(スキル：スキルミルー 消費掘パワー：10)
勇者がいる際に使用すると、勇者の頭上に持っているスキルが表示される。
前々作のセーブデータ持っていると使用可能になる。
ツルハシ・ドキドキ(スキル：ドキドキワープ 消費掘パワー：40)
このスキルを発動させると魔王がダンジョン内のどこかの位置にランダムでワープする。既につかまっている場合は発動できない。
前作のセーブデータを持っていると使用可能になる。

### メインダンジョン
ストーリーモード
前回、人間界を完全に支配し愉悦に浸っていた魔王は、ある日先祖が遺したスイッチを見つける。スイッチには「押さない方が良い」と書かれていたが、魔王は構わずスイッチを押してしまう。
すると、今の世界を覆うように新しい世界が出現してしまった。その直後に現れた破壊神に魔王はこの新たな世界の征服への協力をお願いする。
本作ではエリア数は3つに減少しているが、その分難度は上昇しており、中盤から既にステータスの高い勇者が続々と出現するようになっている。
エリア1 ダダームの塔
世界の左側に立つ巨大な塔。この名前は魔王が名付けたもので、「世界をおおう悪魔」という意味が込められている。
通常ステージ6つとEXステージ3つで構成されており、出現する勇者は18体。
エリア2 ルドアルガの塔
世界の右側に立つ塔。通常ステージ7つとEXステージ4つで構成されている。出現する勇者は全部で24体。
エリア3 ア・ノニマ・スー城
世界の中央にある山の裏で建造されていた秘密の城。名前はムスメが勝手に名付けている。
通常ステージ9つとEXステージ4つで構成されている。出現する勇者は31体。

### まいにちダンジョン
「特定の魔物を数体作る」「特定の物を全て間引く」といった問題がランダムで出題される。10問行った後に成績が発表され、プレイヤーの腕前が評価される。
出題されるお題はランダムだが、10問目は必ず決められた勇者との戦闘になる。
まいにちチャレンジ
お題が10問出題され、終えた際に得点が一定以上に達した場合は次のレベルに挑戦する事ができる。
難易度はレベル5まで用意されている。
破壊神けんてい
50問分のお題が出題され、それを休み無しに続けていくモード。ステージの目標の達成に失敗するとその場で終了となる。10問毎に難易度が上昇していく。

### ファミリーダンジョン
シリーズ初の2人用モード。アドホックモード使い、他のプレイヤーと通信して協力しながら進めていくモード。それぞれ魔王軍とムスメ軍に分かれ、決められた陣地内で個別にダンジョンを構成し、勇者を撃退していくことになる。
お互いのプレイヤーが同時にツルハシスキルを発動させると特別なスキル「ザ・ダンジョン」が発動する。このスキルが発動している間は勇者と魔物の動きが止まり、その間に魔王やムスメ、勇者や魔物の位置を変えることができる。

### コラボレーション
タイトル画面で隠しコマンドを入れると『100万トンのバラバラ 1万トン体験版』がダウンロードできる。また、100万トンのバラバラのタイトル画面で隠しコマンドを入れると本作の『のっとられ体験版』がプレイできる。

## 勇者のくせになまいきだ。そして携帯へ…
2009年1月よりKDDI／沖縄セルラー電話の各au携帯電話向けのEZwebにて先行配信され、同年9月よりNTTドコモ向けのiモードにも配信された。
ゲームの基本ルールはPSP版とほぼ共通だが、PSP版には存在しない「チャレンジモード」が追加されている。
なお、au向けの2009年春モデルのWalkman Phone, Premier3（SOY01・ソニー・エリクソン・モバイルコミュニケーションズ製）、および2009年夏モデルのMobile Hi-Vision CAM Wooo（HIY01・カシオ日立製(日立コンシューマエレクトロニクス)）にはそれぞれ体験版としてプリセットされている。
ちなみにこの作品のサブタイトルは『ドラゴンクエストIII そして伝説へ…』からのパロディとなっている。

## 勇者のくせになまいきだ。そして携帯へ…改
2010年2月より配信開始された。
同じく、PSP版（初代）がベースとなっている。

## 勇者のくせになまいきだ。そして携帯へ…乙
2010年4月より配信開始された。
無印.改と同じく、PSP版（初代）がベースとなっている。
購入すると、2010年冬オープン予定のアプリ「魔界カジノ」の体験版を体験できていた。（～6月2日）

## 勇者のくせになまいきだ。そして携帯へ…G
2010年6月より配信開始された。
無印.改.乙と同じく、PSP版（初代）がベースとなっている。
いままでの全4作品を購入すると、『:3D』のエンディングのBGM「来たるべきセカイ」の8ビット版の着うたを入手できる。

## 勇者のくせになまいきだwww
PlayStation Home内のラウンジの一つ「ゲームスペース」で無料提供されていた。ドラゴンクエストを彷彿させるコマンド選択式RPG風のミニゲームで、既存シリーズとは逆にプレイヤーは勇者となって魔王を倒すことが目的になっている。制限時間内に「どのような武器を」「どのような方法で」「どこへ向けて攻撃するか」を選んで戦う。提示されるコマンドはランダムに表示され、その中には戦いの役に立たない非常識なものが多く含まれており、正しく選択するために素早い判断力が必要。成績に応じてホームリワードがもらえる。PlayStation Homeの運営終了に伴い現在ではプレイ不能になっている。

## 勇者のきろく Ver.(仮)
PS Vita専用アプリ。タイトルに(仮)とあるが正式名称。今作は計画の管理を行うTo Doソフトである。作風、BGM等はゲームを引き継いでいる。自分で作成した計画には養分が、ネットワーク経由で他者が作成した計画には魔分が振り分けられ、計画が達成されると養分/魔分が与えられる。
毎週日曜日0時に勇者がやってくるので、それまでの1週間で育てたモンスターで勇者を倒す。
魔王が捕まった時点で、倒した勇者の数に応じ堀パワーが貰える。掘パワーを集めることで次のステージに進める。
強化アイテム等の配信も検討されている。

## V!勇者のくせになまいきだR
シリーズ初のPlayStation 4用タイトル。グラフィックが3Dとなり、プレイにはPlayStation VRが必須となっている。
PlayStation Developers Choice Awards 2018において『ベストVR部門』を受賞し「キャラクターの圧倒的存在感」「家庭用VRにおけるVR体験の新しい形を提案してみせた」などの点が高く評価された。
“勇なまシリーズ10周年記念！『V!勇者のくせになまいきだR』10円引きセール”を2017年12月6日から開催すると発表したが、ユーザーからは不評で、会社の王的な人に「何を考えておるのだね？」と叱られたため、30%OFFセールに変更された。

## 購入特典
- or2UMD版の予約キャンペーンの特典は『魔王フィギュア消しゴム“魔ン消し”』でカプセルの中に入っている。なおこれは『キン肉マン消しゴム』のパロディである。
- 2009年3月12日～2009年3月31日の期間中にor2のUMD版を購入する際、掘り起こしキャンペーンとして「定額給付金」をもじった「定額給ふきん」というふきんがプレゼントとしてもらえるイベントを期間限定で開始。ダウンロード版もしくは3本のダウンロードストーリーを購入の場合は定額給ふきんのカスタムテーマがもらえる。ちなみにこの期間はETCの助成金の期間をまねたものである。

## 同系統の作品
- ダンジョンキーパー
- カオスシード〜風水回廊記〜
- 仙窟活龍大戦カオスシード
- ゾンビヴァイタル 〜迷宮の経営者〜
- D-MASTER
- 巣作りドラゴン
- AZITOシリーズ
- 悪代官 (ゲーム)
- 光と闇の姫君と世界征服の塔 ファイナルファンタジー・クリスタルクロニクル